# Among the Living
Among the Living è il terzo album in studio del gruppo musicale statunitense Anthrax, pubblicato il 22 marzo 1987 dalla Island Records.

## Il disco
Da molti è considerato il miglior album mai prodotto dal gruppo, frutto della sua maturazione artistica. Rispetto ai precedenti presenta venature di hardcore punk, tipico del thrash di scuola newyorkese. Nel platter troviamo tracce notevoli che hanno fatto storia, come il famoso inno al pogo Caught in a Mosh, o la più hardcore Efilnikufesin (N.F.L.), il cui titolo potrebbe apparire come una parola tedesca, invece non è altro che la frase Nice fuckin' life (bella vita di merda) letta al contrario.
L'album è interamente dedicato a Cliff Burton, bassista noto per aver militato nei Metallica e morto l'anno prima in un incidente stradale.
Due tracce dell'album sono ispirate ad opere di Stephen King: A Skeleton in the Closet a Un ragazzo sveglio (Apt Pupil), novella contenuta nella raccolta Stagioni diverse (Different Seasons), mentre Among the Living si rifà al romanzo L'ombra dello scorpione (The Stand). Tra l'altro in Among the Living è nominato Randall Flagg, l'antieroe per eccellenza di King che appare per la prima volta proprio ne L'ombra dello scorpione. Il brano I Am the Law è invece ispirato al celebre personaggio dei fumetti Judge Dredd (in italiano Giudice Dredd), la cui frase più famosa è appunto il titolo della canzone: Dredd era il personaggio preferito dagli Anthrax tra quelli che apparivano sul popolare settimanale britannico 2000 A.D.. Sulla copertina del disco inoltre è rappresentato il reverendo Henry Kane, antagonista della serie di film Poltergeist.
Nel giugno del 2017 la rivista Rolling Stone ha collocato l'album alla ventesima posizione dei 100 migliori album metal di tutti i tempi.

## Tracce
Testi e musiche degli Anthrax, eccetto dove indicato.
1. Among the Living – 5:16
2. Caught in a Mosh – 4:59
3. I Am the Law – 5:57 (Anthrax, Lilker)
4. Efilnikufesin (N.F.L.) – 4:54
5. A Skeleton in the Closet – 5:32
6. Indians – 5:40
7. One World – 5:56
8. A.D.I. / Horror of It All – 7:49
9. Imitation of Life – 4:10 (Anthrax, Lilker)

Deluxe Edition 2009
Nel 2009 è stata distribuita una versione rimasterizzata, con all'interno alcuni brani dell'omonimo CD con parti diverse, un concerto in DVD, e una traccia inedita:
1. Indians (Alternate Lead) – 5:40
2. One World (Alternate Take) – 5:55
3. Imitation of Life (Alternate Take) – 4:27
4. Bud E Luv Bomb and Satan's Lounge Band – 2:45
5. I Am the Law (Live in Dallas) – 6:04
6. I'm the Man (Instrumental) – 3:05

## Formazione
- Joe Belladonna - voce
- Dan Spitz - chitarra solista, chitarra acustica (traccia 8)
- Scott Ian - chitarra ritmica, cori
- Frank Bello - basso, cori
- Charlie Benante - batteria, percussioni

## Classifiche
| Classifica (1987) | Posizione massima |
| ----------------- | ----------------- |
| Finlandia         | 8                 |
| Germania          | 46                |
| Paesi Bassi       | 46                |
| Regno Unito       | 18                |
| Stati Uniti       | 62                |
| Svezia            | 43                |